# Nama hirsuta
Nama hirsuta là loài thực vật có hoa trong họ Mồ hôi. Loài này được M. Martens & Galeotti mô tả khoa học đầu tiên năm 1845.